# Sargadelos
|  | Per a altres significats, vegeu «Sargadelos (desambiguació)». |

Santiago de Sargadelos o simplement Sargadelos és una parròquia del municipi de Cervo, a la província de Lugo, Galícia. Segons el Padró municipal d'habitants de l'any 2004, té 159 habitants (80 homes i 79 dones), distribuïts en sis entitats de població, la qual cosa suposa una disminució de població des de l'any 1999, quan tenia 163 habitants.
La festa de la parròquia se celebra en honor de Sant Jaume, el 25 de juliol
En la població es fabricava l'anomenada ceràmica de Sargadelos, fundada per Raimundo Ibáñez, marquès de Sargadelos en el segle xviii. Sargadelos és la marca de la porcellana fabricada per les empreses del 'grup Sargadelos', fundada per Isaac Díaz Pardo i altres col·laboradors a mitjan segle xx, situades a Cervo-Lugo, i a O Castro-Sada, i que impulsen diferents actuacions empresarials i culturals.
Destaquen com a edificis el Pazo da Administración i el Pazo do Marqués de Sargadelos, tots dos construïts en el segle xviii, època de major esplendor industrial de la població.

## Etimologia
El seu nom deriva de "Salgadelos", tal com figura en un document d'Alfons VII de Castella de l'any 1128. Indicaria, per tant, "llocs salgadelos", lloc amb relativa abundància de sal o salines.